# Bibernell-Widderchen

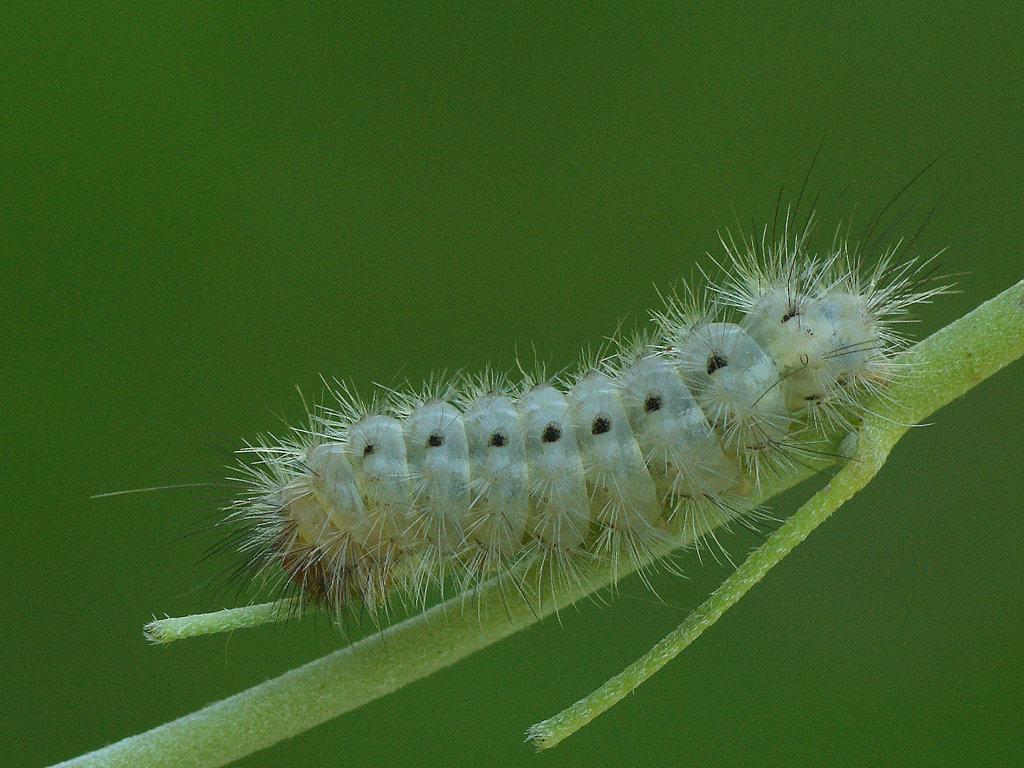
Raupe des Bibernell-Widderchen im Oblast Moskau (2018)

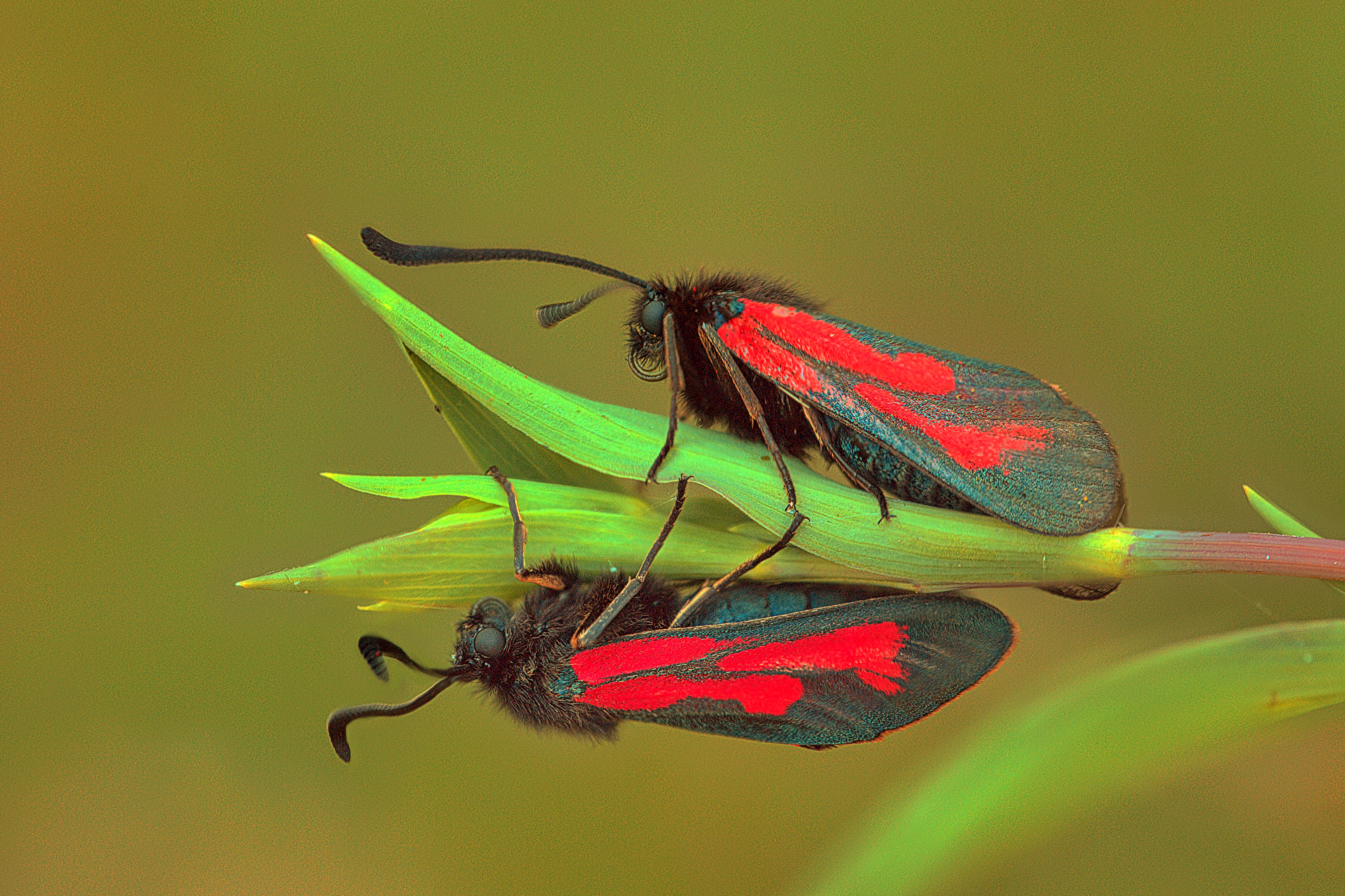
Seitenansicht von zwei Bibernell-Widderchen im NSG Trockenhänge bei Unsleben (2018)

Das Bibernell-Widderchen (Zygaena minos) ist ein Schmetterling (Nachtfalter) aus der Familie der Widderchen (Zygaenidae).

## Merkmale
Die Falter erreichen eine Flügelspannweite von 28 bis 35 Millimetern. Die Vorderflügel haben je drei breite, rote Längsstreifen, von denen der mittlere, der zur Flügelspitze hinweist, am Ende beilförmig verbreitert ist. Die Fühler haben am Ende eine dicke und stumpfe Keule. Die Weibchen besitzen eine weiße Halskrause, die Färbung der Bänder kann von einem leuchtenden Rot bis zu einem gelblichen Orange verändert sein. Die Art kann vom Thymian-Widderchen (Zygaena purpuralis) nur durch eine Genitaluntersuchung unterschieden werden.
Die 27 bis 29 Millimeter langen Raupen unterscheiden sich von denen des Thymian-Widderchens (Zygaena purpuralis). Sie sind weiß bis hellgrau-bläulich anstatt gelb gefärbt, tragen aber die gleichen Reihen kleiner schwarzer Punkte an den Seiten und großer schwarzer Punkte am Rücken.

### Ähnliche Arten
- Thymian-Widderchen (Zygaena purpuralis)[1]

## Vorkommen
Sie kommen in Süd- und Mitteleuropa nördlich bis Südskandinavien und östlich zum Ural vor. Sie leben auf Kalkmagerrasen, Sandböden und anderen warmen und sonnigen Orten, wo ihre Fraßpflanzen wachsen, sind aber im Allgemeinen stärker an warme Standorte gebunden als Z. purpuralis. Bekannte Fundorte in Österreich sind etwa die Wachau oder Pyburg (Gemeinde St. Pantaleon-Erla) bei Enns an der Grenze zwischen Ober- und Niederösterreich.

## Lebensweise
Die Falter sind in kleineren Gruppen auf Blüten zu finden. Sie bevorzugen vor allem violette Blüten wie z. B. Skabiosen, (Scabiosa), Zieste (Stachys) und Natternkopf (Echium), sind aber auch auf den gelben Blüten von Greiskräutern (Senecio) zu finden. Die Raupen leben nahe dem Boden und klettern am Abend nicht auf den Nahrungspflanzen nach oben.

### Flug- und Raupenzeiten
Die Tiere fliegen von Anfang Juni bis Anfang Juli und sind damit ca. zwei Wochen früher zu finden, als die Thymian-Widderchen. Wenn diese fliegen, sind die Bibernell-Widderchen oft bereits abgeflogen.

### Nahrung der Raupen
Die Raupen ernähren sich ausschließlich (monophag) von den Blättern der Kleinen Bibernelle (Pimpinella saxifraga).

### Entwicklung
Die Weibchen legen ihre weißlichen Eier in Häufchen auf der Unterseite der Fraßpflanzen ab. Die Raupen sind wie auch die von Z. purpuralis früher als die anderer Widderchen verpuppungsbereit.

## Systematik
Die beiden Arten Zygaena purpuralis und Zygaena minos bezeichnet man wegen ihrer Ähnlichkeit auch als purpuralis-Komplex. Beide Arten können durch Untersuchung der Genitalien zweifelsfrei voneinander getrennt werden, während eine habituelle Unterscheidung im Freiland nicht möglich ist. Hinzu kommt, dass beide Arten an vielen Fundorten oft zur gleichen Zeit vorkommen.

### Synonyme
Zygaena diaphana ssp. pimpinellae GUHN,

Zygaena sareptensis ssp. pimpinellae GUHN,

Zygaena sareptensis REBEL

## Gefährdung und Schutz
- Rote Liste BRD: 3 (gefährdet).[5]